# Битва при Превезі (1538)
Битва при Пре́везі (ісп. Batalla de Préveza, тур. Preveze Deniz Muharebesi) — морська битва, яка відбулася 28 вересня 1538 року поблизу міста Пре́веза на північному узбережжі Амбракійської затоки в Епірі (на території сучасної Греції), між османським флотом на чолі з Хайреддіном Барбароссою та зібраним на заклик Папи Павла III, об'єднаним флотом християнських країн на чолі з Андреа Доріа, в якій удвічі менший османський флот повністю розгромив союзну християнську армаду, не втративши при цьому жодного свого корабля. Битва відбулась в тому ж місці Іонічного моря, що й знаменита антична битва при Акції у 31 році до нашої ери між флотами Октавіана і Марка Антонія
Битва при Пре́везі, разом із битвою при Джербі та битвою при Лепанто є однією з трьох найбільших морських битв, що відбулися в XVI столітті в Середземному морі.

## Передумови
У 1537 році колишній алжирський корсар Хайреддін Барбаросса на чолі великого османського флоту захопив ряд Егейських та Іонічних островів, що належали Венеційській республіці, а саме Сірос, Егіну, Іос, Парос, Тінос, Карпатос, Касос і Наксос, приєднавши таким чином Наксоське герцогство до Османської імперії. Згодом він безуспішно намагався захопити венеційську твердиню на Корфу, а також спустошив та пограбував контрольоване Іспанією узбережжя Калабрії на півдні Італії.
Венеційська республіка не була в змозі самостійно протистояти османському флоту Барбаросси і її посли звернулись до Папи Римського Павла ІІІ з наполяганням про скликання військового союзу християнських держав для боротьби з турецькою загрозою.
У лютому 1538 р. Павлу III вдалося зібрати «Священну лігу», до складу якої, крім Папської держави і Священної Римської Імперії увійшли найпотужніші християнські морські держави Середземномор'я — Іспанія разом з Неаполітанським та Сицилійським королівствами, Генуезька республіка, Венеційська республіка та Мальтійський орден.
Оскільки Франція на цей момент перебувала у військовому союзі з Османською імперією, вона не долучилась до «Священної ліги» і її флот не підтримував у битві жодну зі сторін.

## Сили
Флот Барбаросси налічував лише 122 галери та галіоти. Склад об'єднаного флоту «Священної ліги» був більш ніж у два рази потужніший  — до нього входило біля 300 галер і галеонів (55 венеційських галер, 61 генуезька/папська, 50 іспанських та 10 галер мальтійських лицарів-госпітальєрів). Загальне керівництво об'єднаним християнським флотом здійснював Андреа Доріа, генуезький адмірал на службі імператора Карла V.

## Підготовка до битви

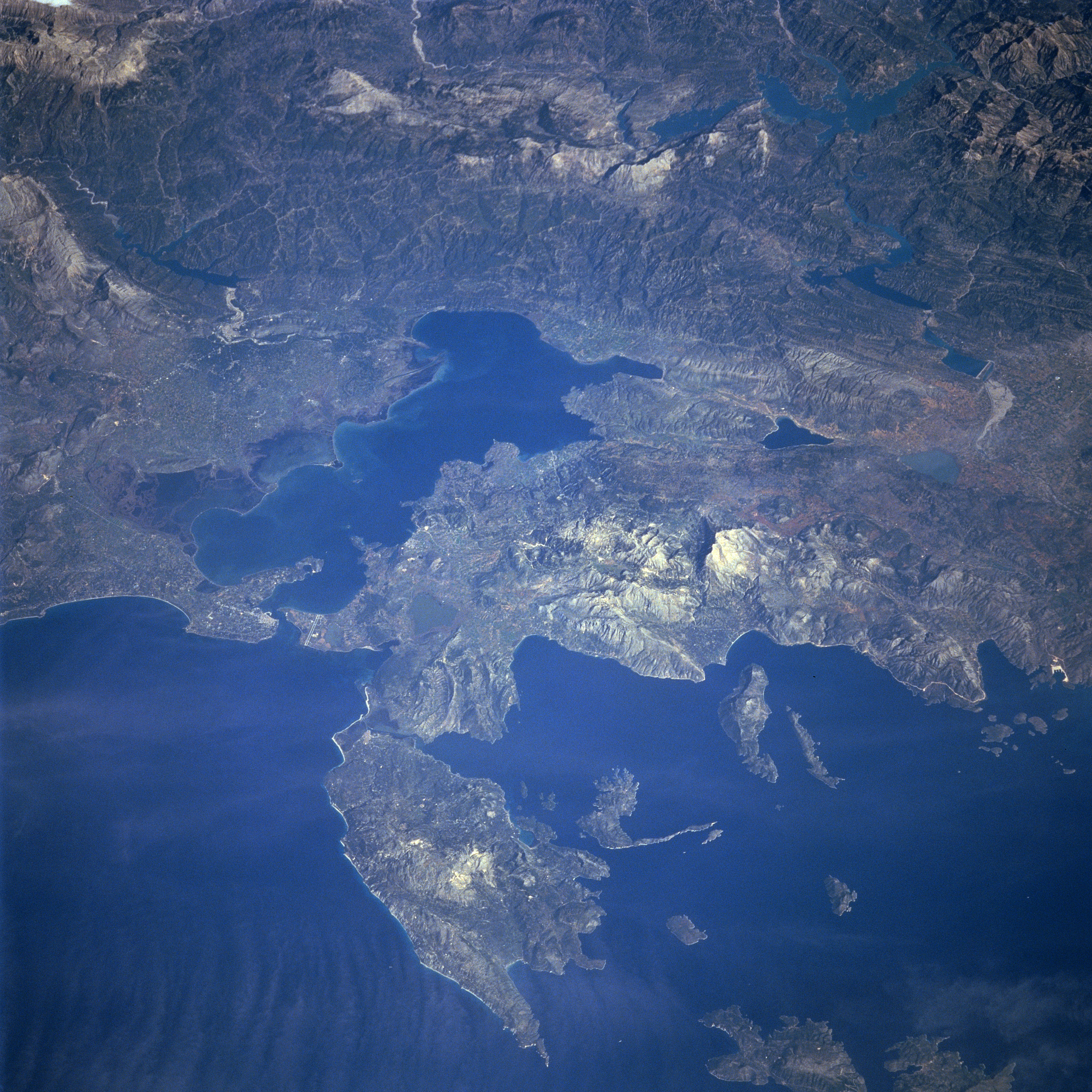
Супутниковий вид на о.Лефкада та Амбракійську затоку. Превеза розташована зліва біля входу в затоку, мис Акцій — справа.

«Священна ліга» зібрала свій флот біля острова Корфу, що витримав минулорічну облогу і залишався під контролем Венеції. Папський флот під командуванням адмірала Марко Грімані (патріарха Аквілеї) та венеційський флот під керівництвом Вінченцо Капелло прибули першими. Андреа Доріа приєднався до них з іспано-генуезьким флотом 22 вересня 1538 року.
До прибуття Доріа, Грімані намагався висадити війська поблизу фортеці в Превезі, але зазнавши втрат у сутичці з османськими силами був змушений відступити до Корфу.
У той час Барбаросса ще перебував на острові Кос в Егейському морі, але незабаром він прибув до Превези з рештою османського флоту, захопивши по дорозі в Іонічному морі острів Кефалонія Сінан-реїс, один з його капітанів, запропонував висадити війська на мисі Акцій в Амбракійській затоці, розташованому навпроти Превези. Барбаросса спочатку виступав проти цієї пропозиції, але згодом вона виявилася важливою для забезпечення османської перемоги. Контролюючи фортецю на мисі Акцій, османи отримали можливість підтримувати з неї флот Барбаросси артилерійським вогнем, тоді як Доріа повинен був тримати свої кораблі подалі від узбережжя. Для забезпечення підтримки з берегу, християнам необхідно було висадити десант, щоб оволодіти укріпленнями на мисі Акцій, але Доріа побоювався поразки на суші після того, як початкова атака Грімані була відбита. Ще дві спроби Священної Ліги висадити свої сили біля фортеці Превеза на протилежному березі від мису Акцій були відбиті силами Мурат-реїса 25 і 26 вересня.
В той час, як кораблі Доріа мусили трималися на відстані від узбережжя і боротися з несприятливими вітрами, що гнали їх до берегів, зайнятих силами супротивника, Барбаросса мав можливість зручно розташувати кораблі свого флоту в глибині затоки під захистом берегових батарей. Тому в ніч з 27 на 28 вересня Доріа наказав флоту відплисти за 30 миль на південь і, коли вітер стихнув, став на якорі в Сессолі біля острова Лефкада. На нічній нараді він та його командири вирішили, що найкращим для християнського флоту варіантом буде здійснити атаку на Лепанто в Коринфській затоці на півдні, замість спроб змусити флот Барбаросси вийти з Амбракійської затоки і битися у відкритому морі.

## Битва

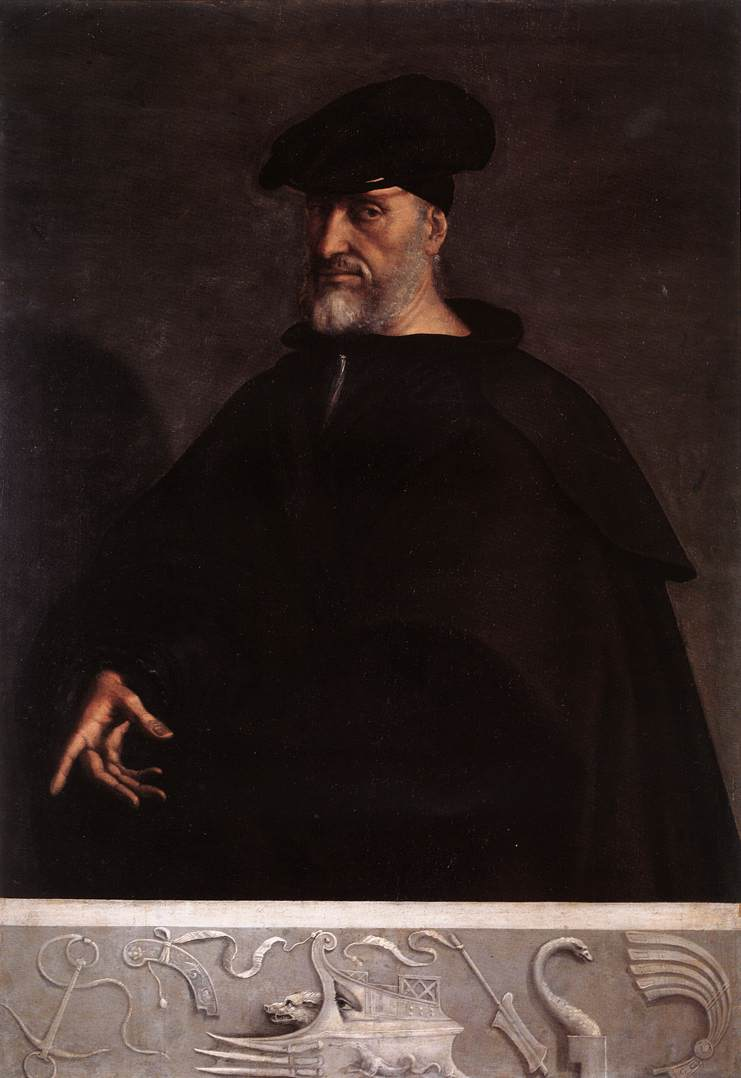
Андреа Доріа

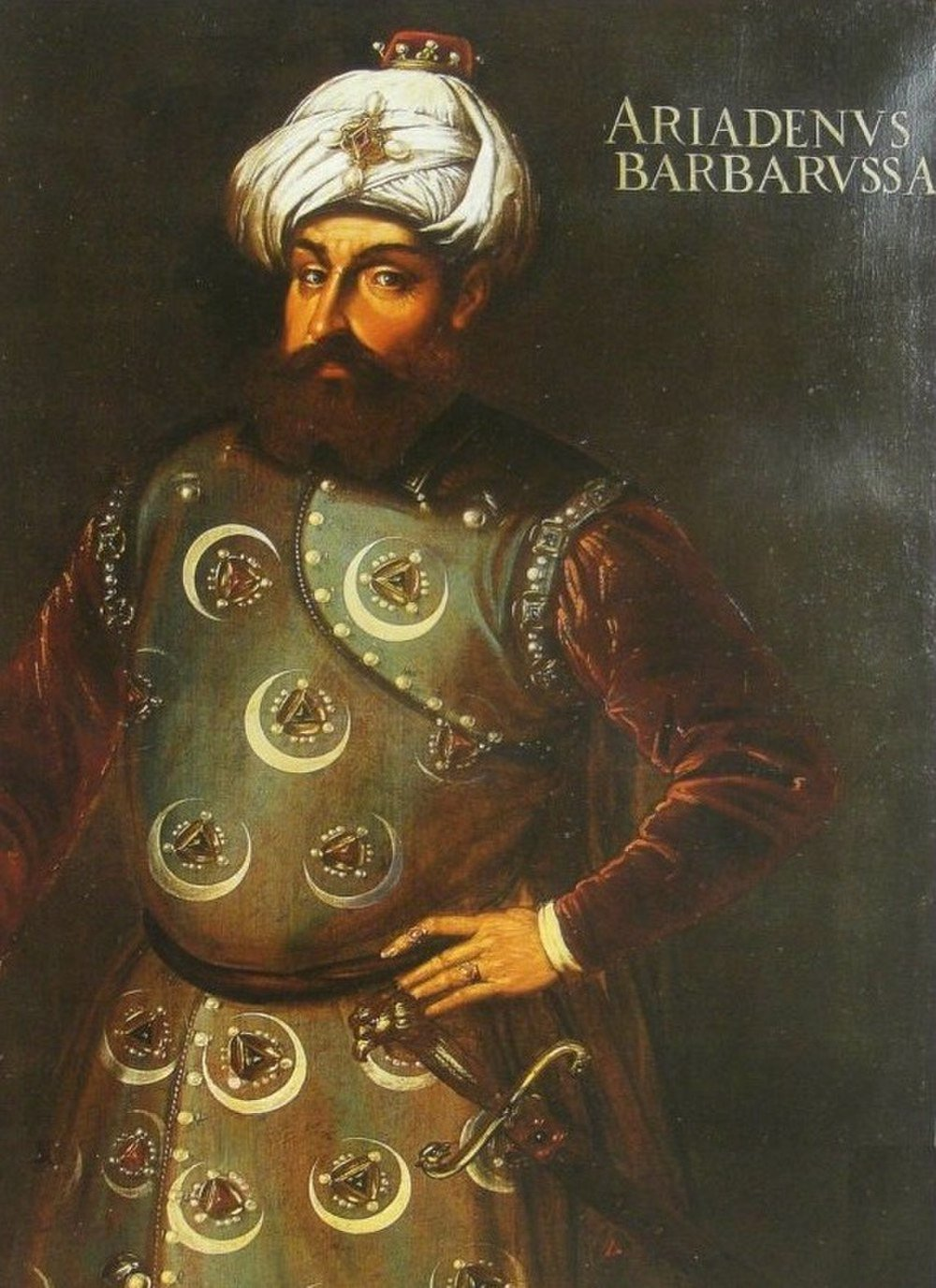
Хайреддін Барбаросса

Однак на світанку Доріа з подивом побачив, що османи самі вирішили покинути свій прихисток в Амбракійській затоці і пішли в південному напрямку на зближення з кораблями Священної ліги. В авангарді османського флоту знаходився Тургут-реїс з шістьма великими фустами, а ліве крило османського флоту прикривав берег. Не очікуючи такого зухвалого наступу з боку менш чисельного османського флоту, Доріа вагався три години, перед тим як під тиском Гримані та Капелло надав наказ підняти якорі і підготуватись до бою.
Остаточно два флоти зійшлись між собою 28 вересня 1538 року поблизу Превези.
Відсутність вітру не було на користь Доріа. Величезний венеційський флагман «Galeone di Venezia» з його масивними гарматами був знерухомлений в чотирьох милях від суші та десятьох милях від Сессоли. Поки християнські кораблі намагалися прийти йому на допомогу, він був оточений ворожими галерами і вступив в запеклий бій, який тривав декілька годин і завдав османським галерам значних ушкоджень.

Коли піднявся вітер, християнський флот нарешті почав діяти, хоча Доріа спочатку виконав ряд маневрів, покликаних витягнути турків у море. Ферранте Гонзага, віце-король Сицилії, знаходився на лівому крилі об'єднаного флоту, а мальтійські лицарі — на правому. В центрі між Гонзагою та Мальтійськими лицарями Доріа поставив чотири найшвидші галери під командування свого племінника Джованні Андреа Доріа. Галери самого Дорії вишикувались у довгу лінію за ними, перед папськими та венеційськими галерами Гримані та Капелло. У тилу знаходились венеційські галеони під командуванням Алессандро Кондальмієро (Бондум'є) та іспано-португальсько-генуезькі галеони під командуванням Франческо Дорія, а також барки та інші допоміжні кораблі.

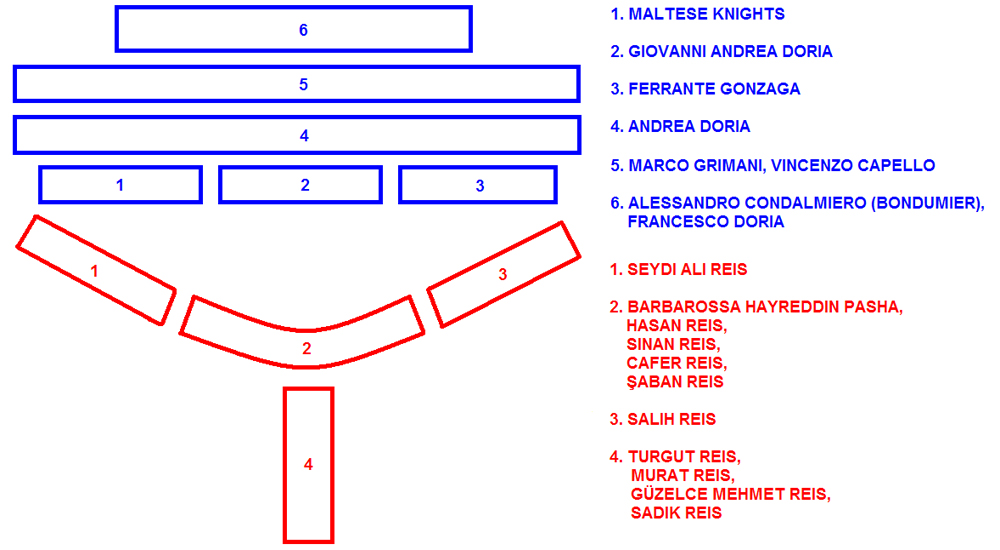
Шикування протиборчих флотів перед початком битви

Османський флот мав Y-подібну конфігурацію: Барбаросса разом із його сином Хасан-пашею, Сінаном-реїсом, Кафер-реїсом та Шабан-реїсом знаходився в центрі; Сейді Алі-реїс командував лівим крилом; Саліх-реїс командував правим крилом; в той час як Тургут-реїс у супроводі Мурат-реїса, Гюзельче Мехмет-реїса та Садика-реїса командував тилом. Османи швидко напали на венеційські, папські та мальтійські кораблі, але Доріа вагався ввести свій центр у бій проти Барбаросси і продовжував здійснювати тактичні маневри, при цьому майже не вступаючи у бій. Барбаросса хотів скористатися відсутністю вітру, який знерухомив християнські вітрильні кораблі, на які припадала головна чисельна різниця між двома сторонами. Ці кораблі стали легкою здобиччю турків, які атакували їх з більш мобільних гребних галер і галіотів. Зусилля Доріа затиснути османські кораблі між гарматним вогнем його кораблів і галер зазнали невдачі.
Врешті-решт турки потопили, зруйнували або захопили 128 кораблів і взяли близько 3000 полонених. Османський флот не втратив жодного корабля і мав усього 400 загиблих та 800 поранених. Однак кілька османських кораблів були серйозно пошкоджені гарматним вогнем масивного «Галеоне ді Венеція», венеційського флагмана під командуванням Алессандро Кондальмьєро.
Наступного ранку, при сприятливому вітрі і не бажаючи ризикувати іспано-генуезькими кораблями, Доріа з залишками флоту вийшов з поля бою і відплив на Корфу, не звертаючи увагу на прохання венеційських, папських та мальтійських командирів продовжити бій.

## Наслідки
Існує поширене припущення, що нерішучість Доріа під час бою та небажання продовжувати битву наступного дня були зумовлені його небажанням ризикувати власними кораблями (він особисто володів значною кількістю «іспано-генуезького» флоту) та його давньою ворожнечею з Венецією, давнім і жорстоким суперником його рідного міста, що на той час стала головна мішенню османської агресії.
У 1539 році флот Барбаросси повернувся і захопив майже всі християнські (переважно венеційські) форпости в Іонічному та Егейському морях, що на той момент ще залишилися в руках християн.
У жовтні 1540 р. між Венецією та Османською імперією був підписаний мирний договір, згідно з яким турки взяли під свій контроль венеційські володіння в Мореї та в Далмації та колишні венеційські острови в Егейському, Іонічному та Східному Адріатичному морях. Венеція також мала виплатити Османській імперії військові репарації в розмірі 300 000 золотих дукатів.
Внаслідок перемоги під Превезою та наступної перемоги в битві при Джербі в 1560 році, османам вдалося відбити зусилля Венеції та Іспанії, двох головних її морських супротивників, щоб зупинити їх спроби встановити контроль над Середземному морем. Османська перевага у великомасштабних морських битвах в Середземному морі залишалося незмінною до битви при Лепанто 1571 року.
Венеційський сенатор Ніколо Дзен молодший написав свою «Історію війни між Венецією та турками» з обвинуваченнями проти тих, хто закликав до війни проти османів, у якій вони поводились так безславно. Текст книги не був опублікований, але рукопис зберігся в родинному архіві і зараз зберігається у Бібліотеці Св. Марка у Венеції.